# Centaurea laxa
Centaurea laxa — вид квіткових рослин айстрових (Asteraceae). Ареал: Туреччина (Анатолія), пн.-зх. Ірак, пн. Сирія (Джазіра), Йорданія.
Росте на вапняно-гіпсовмісних грунтах, на висотах 200-700 метрів.